# Psychotria tillettii
Psychotria tillettii är en måreväxtart som beskrevs av Julian Alfred Steyermark. Psychotria tillettii ingår i släktet Psychotria och familjen måreväxter. Inga underarter finns listade i Catalogue of Life.